# 빌라 폼페아역
빌라 폼페아 역(이탈리아어: Villa Pompea)은 이탈리아 밀라노 시 부근 고르곤촐라 코무네 외곽에 있는 빌라폼페아 인근에 위치한 밀라노 지하철의 2호선의 역이다.

## 역사
부세로 역은 밀라노-고르곤촐라 트램고속선의 정거장으로 1968년 5월 5일에 문을 열었다. 트램고속선 원안에 포함되어 있지 않았던 네 역 중 하나 (나머지는 카시나 부로나 역, 빌라 피오리타 역, 부세로 역)였다. 1972년 12월 4일부터 역이 소재한 카시나 고바 - 고르곤촐라 구간이 밀라노 지하철 2호선과 연결되었고 그 이후로 지금까지 지하철 2호선의 일부로 운영하고 있다.

## 역 구조
빌라 피오리타 역은 반투명 지붕이 달린 두 콘크리트 승강장과 두 선로로 되어 있다. 지하철 역사는 승강장 북쪽 끝에 있다. 역 전체를 조립재로 지었으며 그 구조는 같은 시기에 지어진 카시나 부로나 역, 빌라 피오리타 역, 부세로 역과 동일하다.

## 시설
이 역에는 다음과 같은 시설이 있다.
- 승차권 판매기
- 역 감시카메라
- 화장실
- 안내방송
- 승강장 간의 육교

## 환승
- 버스 정류장
- 주차장
- 자전거 보관소
- 자전거 대여소

## 참고 서적
- Giovanni Cornolò, Fuori porta in tram. Le tranvie extraurbane milanesi, Parma, Ermanno Arbertelli, 1980.
- Elio Ceron, Sergio Farné, La progettazione e la costruzione delle Linee Celeri dell'Adda, in "Ingegneria Ferroviaria", novembre 1995, pp. 1001–1022.